# Соматино
Соматино (итал. Sommatino) је насеље у Италији у округу Калтанисета, региону Сицилија.
Према процени из 2011. у насељу је живело 6934 становника. Насеље се налази на надморској висини од 367 м.

## Становништво
Према резултатима пописа становништва 2011. у општини је живело 7.267 становника.
| 1931. | 1936.  | 1951.  | 1961.  | 1971. | 1981. | 1991. | 2001. | 2011. |
| ----- | ------ | ------ | ------ | ----- | ----- | ----- | ----- | ----- |
| 9.825 | 10.924 | 11.284 | 10.176 | 8.917 | 7.692 | 8.226 | 7.875 | 7.267 |